# Honeyland (2019)
Honeyland (Macedonisch: Медена земја, Medena zemja) is een Macedonische documentaire uit 2019, geregisseerd door Tamara Kotevska en Ljubomir Stefanov.

## Inhoud
Het verhaal is gebaseerd op het leven van Hatidze Muratova, een wilde bijenhouder die in het dorp Bekirlija (gemeente Lozovo) woont. Haar manier van omgang met de bijen wordt verstoord door de aankomst van een nomadenfamilie. Als zij zich ook gaan bezighouden met handel in honing maar niet op de manier van Muratova rekening houden met de natuur, raakt het evenwicht verstoord.

## Ontvangst

### Internationaal
De film is genomineerd in twee categorieën bij de 92ste Oscaruitreiking, namelijk beste documentaire en beste internationale film.

### Nederland
De film heeft positieve reacties ontvangen van Nederlandse filmcritici. Bor Beekman van De Volkskrant gaf de documentaire vier sterren en schrijft dat het "[e]en prachtig gefilmd volkssprookje, gegoten in de vorm van een documentaire" is. Filmkrant-recensent Mariska Graveland merkt op: "De visuele kracht laat Honeyland uitstijgen boven een gewoon portret". Belinda van de Graaf van Trouw heeft de documentaire met vijf uit vijf sterren beoordeeld en schreef: "Honeyland is een wonder van een film over de omgang met de natuur en met elkaar".